# 1746
1746 (MDCCXLVI) fue un año común comenzado en sábado según el calendario gregoriano.

## Acontecimientos
- 22 de febrero: Fue saqueada por los apaches la hacienda de Tehuachi perteneciente al gobernador de la provincia de Sonora-Sinaloa Agustín de Vildósola.
- 16 de abril: en Escocia se libra la Batalla de Culloden, la última librada en suelo británico. La dinastía reinante, la casa de Hannover, se impone al último pretendiente Estuardo al trono británico.
- 9 de julio: Empieza el reinado de Fernando VI en España
- 28 de octubre: Lima, capital del Virreinato del Perú, es devastada por un terremoto de 8,8, que deja un saldo de más de 5.000 muertos. El puerto del Callao es completamente arrasado por el tsunami resultante, que deja otros 5.000 muertos. Se registran daños a lo largo de la costa del Pacífico sur sudamericano.
- 4 de diciembre: en la Ciudad de México, en el retablo de la Catedral Metropolitana se conserva el ayate de Juan Diego Cuauhtlatoatzin que contiene la imagen de la Virgen de Guadalupe.
- 11 de diciembre: Antonio de Ulloa es elegido miembro de la Royal Society.

## Ciencia y tecnología
- Se publica Pensamientos filosóficos de Diderot.
- En París Pierre Fauchard (1678-1761) describe la técnica de remoción del tejido pulpar de un órgano dental, como conocimiento clave en Endodoncia.

## Nacimientos
- 24 de enero: Gustavo III, rey sueco (f. 1792).
- 30 de marzo: Francisco de Goya, pintor español (f. 1828).
- 3 de julio: Sofía Magdalena de Dinamarca, reina consorte de Suecia (f. 1813).
- 7 de julio: Giuseppe Piazzi, astrónomo y sacerdote italiano (f. 1826).
- 10 de mayo: Gaspard Monge matemático francés (f. 1818).

## Fallecimientos

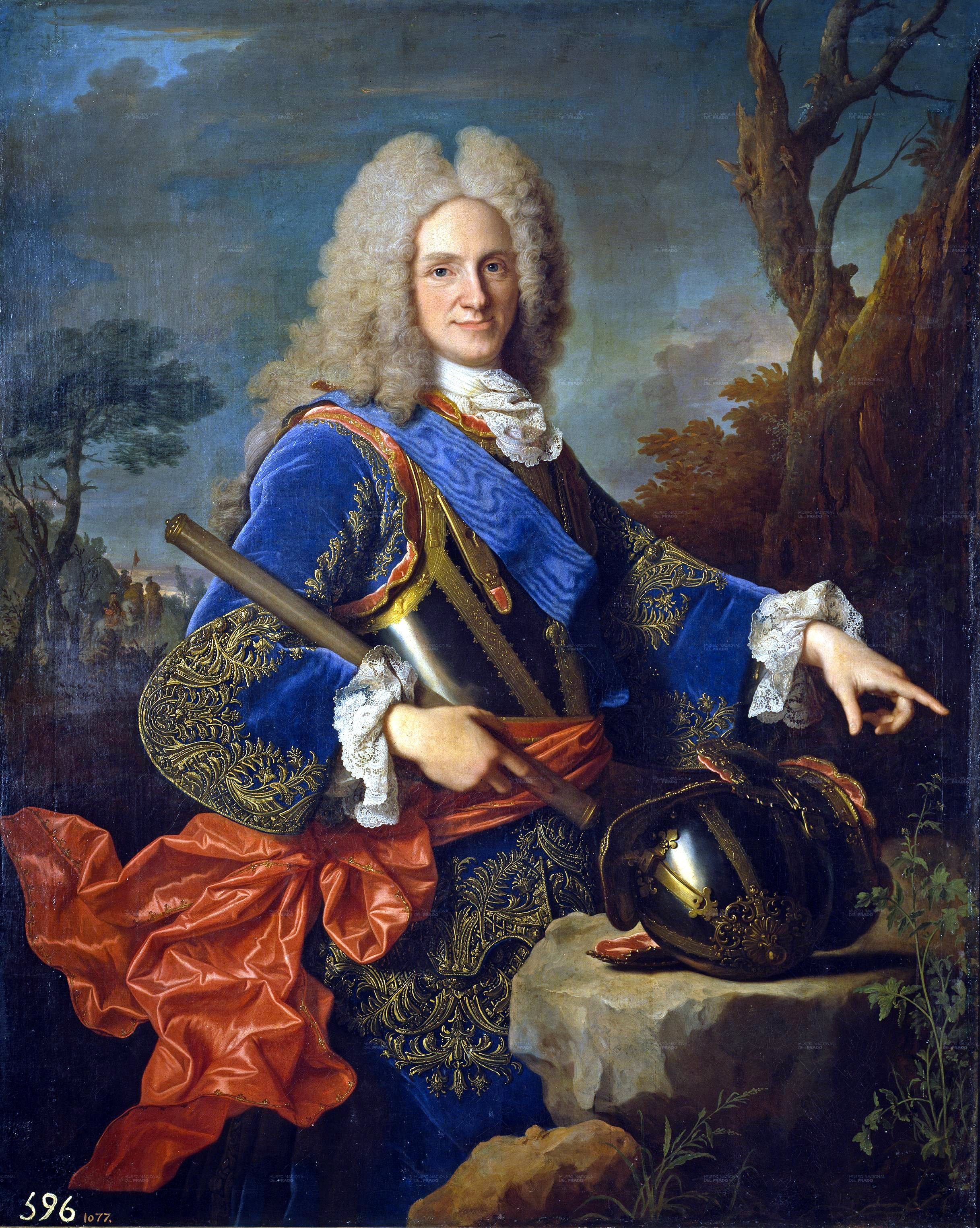
Felipe V de España

- 14 de junio: Colin MacLaurin, matemático escocés.
- 9 de julio: Felipe V, rey español.
- 4 de noviembre: Georg Steller, botánico, médico, ornitólogo y explorador alemán (n. 1709).